# Robert Nilsson (hockeista su ghiaccio)
Robert Åke Nilsson (Calgary, 10 gennaio 1985) è un ex hockeista su ghiaccio svedese.

## Biografia
Figlio di Kent Nilsson, nacque in Canada negli anni in cui il padre giocava coi Calgary Flames. Possiede anche la cittadinanza canadese.
Esordì da professionista con la maglia del Leksands IF, in Allsvenskan prima (stagione 2001-2002), ed in Elitserien poi (stagione 2002-2003). Nel 2003 venne scelto dai New York Islanders al NHL Entry Draft 2003 al primo giro. Verrà messo sotto contratto due anni dopo, quando firmò un triennale. Passò tuttavia agli Edmonton Oilers nel febbraio del 2007, rimanendovi fino al 2010.
Fece poi ritorno in Europa, dove ha giocato in KHL con le maglie di Salavat Julaev Ufa (stagione 2010-2011, chiusa con la vittoria della Gagarin Cup, e primi mesi della stagione successiva) e Torpedo Nižnij Novgorod (da ottobre 2011 fino al termine della stagione 2012-2013).
Dal 2013 si è accasato allo ZSC Lions, con cui ha vinto un campionato (2013-2014; fu lui a mettere a segno il gol decisivo nell'ultima gara di finale) ed una Coppa Svizzera (2015-2016). Nel gennaio 2018 si procurò una grave commozione cerebrale, che lo tenne lontano dal ghiaccio per tutto il resto della stagione, impedendogli perciò di fregiarsi del secondo titolo con gli zurighesi. Rimase in rosa, pur senza scendere mai più sul ghiaccio, fino al dicembre del 2019, quando annunciò il ritiro.
Con la maglia della Svezia ha disputato due mondiali, nel 2008 e nel 2011. In quest'ultima occasione la squadra si aggiudicò l'argento.

## Vita privata
Nilsson è sposato con Sasha Chabibulina, figlia del portiere Nikolaj Chabibulin, suo compagno di squadra agli Edmonton Oilers.

## Palmarès
- Coppa Gagarin: 1

Salavat Julaev: 2010-2011
- Campionato svizzero: 1

ZSC: 2013-2014
- Coppa Svizzera: 1

ZSC: 2014-2015